# Манумиссио
Манумиссио (лат. manumissio) — римское название юридических актов освобождения рабов.
1) Manumissio vindicta, древнейший, состоял в симулированном виндикационном процессе (in jure cessio), где истцом выступал какой-нибудь римский гражданин, утверждавший свободу раба и требовавший на этом основании от претора его освобождения, а ответчиком — господин раба, признававший справедливыми притязания истца и дававший этим претору возможность объявить раба, в судебном решении, свободным. Название акта происходит от vindicta — палки, которой истец дотрагивался до раба, утверждая его свободу и выражая этим готовность к его защите с оружием в руках (палка — замена копья);
2) Manumissio censu — освобождение раба при проведении ценза, через внесение его в список свободных граждан, по заявлению господина;
3) Manumissio testamento — возвращение свободы по завещанию. При прямом освобождении раб тотчас же после смерти завещателя становился свободным и считался вольноотпущенником умершего; при непрямом, состоявшем в поручении наследнику освободить раба, последний освобождался им обыкновенным способом (vindicta или censu) и считался вольноотпущенным наследника;
4) при императоре Константине возникает новый способ — Manumissio in ecclesia, состоявший в заявлении господина об освобождении раба перед епископом и общиной;
5) мало-помалу развивается и бесформенное освобождение рабов на волю, не имевшее прежде юридической силы, но постепенно получившее защиту претора. Lex Junia Norbana (19 год) сообщил бесформенно освобожденным рабам положение латинян (XVII, 383). Юстиниан признал освобождение рабов действительным в полной мере, если оно было произведено при пяти свидетелях, путем выдачи письма (Manumissio per epistolam), подлинность которого могли подтвердить свидетели, или даже и путем словесного заявления перед свидетелями, если они подтверждали это заявление (Manumissio inter amicos).